# Job 23
Job 23 es el vigesimotercer capítulo del Libro de Job en la Biblia hebrea o el Antiguo Testamento del Cristianismo . El libro es anónimo; la mayoría de los estudiosos creen que fue escrito alrededor del siglo VI a. C. Este capítulo recoge el discurso de Job, que pertenece a la sección Diálogo del libro, y comprende Job 3:1–Job 31:40.

## Comentario previo a 23:1-24:25
El discurso que Job pronuncia ahora es tan extenso y denso que algunos especialistas han planteado que el texto original no era exactamente como lo conocemos. Algunos piensan que el capítulo 24 pertenecía a otro discurso y otros atribuyen los versículos 24,18-25 a Sofar, el amigo que en el texto actual no interviene, ya que el contenido de esa parte encaja mejor con la postura de los amigos que con la de Job. Sin embargo, al no existir pruebas textuales que respalden esta redistribución, lo más razonable es interpretarlo tal como se ha transmitido. En sus palabras, Job expresa con fuerza el deseo de enfrentarse directamente a Dios, aunque percibe que este se le oculta. Más adelante denuncia la opresión ejercida por los malvados contra los pobres y describe cómo, según sus observaciones, Dios les da muerte como castigo. Sin embargo, él mismo no ha visto ese castigo en su propia experiencia, lo que desmonta las acusaciones que antes le había lanzado Elifaz.

## Texto
El texto original está escrito en lengua hebrea. Este capítulo se divide en 17 versículos.

### Testimonios textuales
Algunos manuscritos antiguos que contienen el texto de este capítulo en hebreo pertenecen al Texto masorético, que incluye el Códice de Alepo (siglo X) y el Codex Leningradensis (1008). Se encontraron fragmentos que contienen partes de este capítulo en hebreo entre los Rollos del Mar Muerto, incluyendo 4Q100 (4QJobb; 50–1 a. C.) con los versículos 15–17 conservados.

## Análisis
La estructura del libro es la siguiente:
- El prólogo (capítulos 1-2)
- El diálogo (capítulos 3-31)
- Los veredictos (32:1-42:6)
- El epílogo (42:7-17)

Dentro de la estructura, el capítulo 23 se agrupa en la sección Diálogo con el siguiente esquema:
- La maldición y el lamento de Job (3:1-26)
- Primera ronda (4:1-14:22)
- Segunda ronda (15:1-21:34)
- Tercera ronda (22:1-27:23)
  - Elifaz (22:1-30)
  - Job (23:1–24:25)
    - Reflexión sobre el litigio contra Dios (23:1–7)
    - Búsqueda de un Dios aterrador (23:8–17)
    - Reflexión sobre la opresión (24:1–12)
    - Graves transgresiones (24:13-17)
    - El destino de los malvados (24:18-20)
    - La prosperidad de los malvados (24:21-24)
    - Un último desafío a los amigos (24:25)

  - Bildad (25:1-6)
  - Job (26:1–27:23)
- Interludio: poema sobre la sabiduría (28:1–28)
- Resumen de Job (29:1–31:40)

La sección del diálogo está compuesta en formato poético, con una sintaxis y una gramática distintivas. Comparando los tres ciclos de debate, el tercero (y último) puede considerarse «incompleto», ya que no hay ningún discurso de Zofar y el de Bildad es muy breve (solo seis versículos), lo que puede indicar un síntoma de desintegración de los argumentos de los amigos. En respuesta a Elifaz, Job comienza hablando a Dios de forma indirecta (en tercera persona), aunque se dirige a sus amigos (capítulo 23), antes de dirigirse directamente a Elifaz (capítulo 24) sobre las cuestiones planteadas en capítulo 22. En el capítulo 23, Job vuelve a reflexionar sobre el posible caso legal contra Dios (versículos 1-7), pero está aterrorizado ante la perspectiva de enfrentarse a Dios, a quien busca desesperadamente pero no puede ver (versículos 8-9), sin embargo, cree que Dios conoce todos los caminos de Job y completará los propósitos en la vida de Job (versículos 10-14), por lo que Job testifica que tanto anhela como teme la presencia de Dios (versículos 15-17).

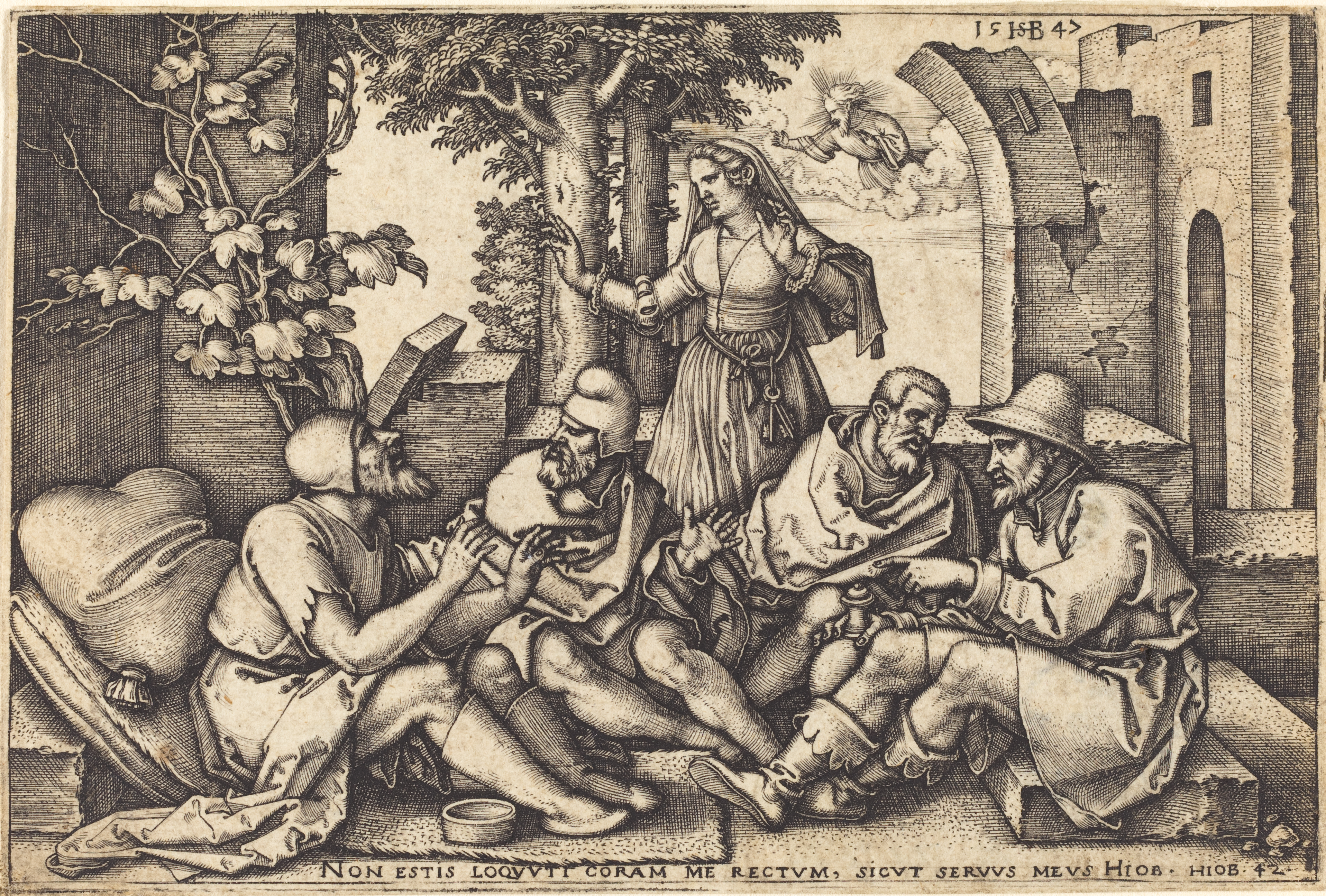
«Job conversando con sus amigos». Grabado de Sebald Beham (1547).

## Job reflexiona sobre el litigio contra Dios (23:1–7)
El lenguaje del litigio es prominente en esta sección, ya que Job vuelve a considerar la posibilidad de emprender una acción legal para obtener una reivindicación. Job no pretende ganar el caso, sino que su objetivo final es demostrar lo justo que es el juicio de Dios (versículo 7).

### Versículo 7
[Job dijo:] «Allí un hombre recto podría discutir con él,
«y yo sería absuelto para siempre por mi juez».
- «Discutir»: o «presentar su caso», de la forma Niphal del verbo en hebreo נוֹכָח, nokhakh («discutir, presentar un caso»), que da el sentido de «entablar una discusión», «argumentar un caso» y «resolver una disputa».[21] Job confía en que Dios lo tratará con justicia como un juez imparcial.[22]

## Job busca al Dios aterrador (23:8–17)
Esta sección describe la búsqueda de Dios por parte de Job, enmarcada por la ausencia (versículos 8–9) y la presencia (versículos 15–17) de Dios. Job comprende que el propósito de Dios en él debe cumplirse (versículo 14) antes de que Job pueda enfrentarse a Él. Sin embargo, Job se da cuenta entonces de lo aterrorizado que se sentiría cuando finalmente pudiera cumplir su deseo de estar en presencia de Dios.

### Versículos 16-17
[Job dijo:] «16 Porque Dios ablanda mi corazón,
y el Todopoderoso me perturba;
17porque no fui separado de la presencia de la oscuridad,
ni ha cubierto la oscuridad de mi rostro”'
- «Suave»: traducido del verbo en hebreo הֵרַךְ, «herakh», que significa «ser tierno», y en la forma Piel puede traducirse como «ablandar»; aquí es paralelo a los verbos que significan «temer», por lo que tiene el sentido de «volverse temeroso»[25]
- «Cubierto»: traducido del verbo hebreo נִצְמַתִּי, «nitsmatti», que puede traducirse como «he estado en silencio» (como en árabe y arameo), por lo que en el sentido negativo de la frase significa que no ha estado en silencio.[26]

## Comentarios

### De la Iglesia católica

#### Al los versículos 8-17
Job anhela un encuentro con Dios para esclarecer la justicia de su vida, pero solo halla silencio (vv. 8-9). No cuestiona la omnipresencia divina —descrita en términos similares a los Salmos (cf. Sal 139,8-10)—, sino que busca un diálogo que explique su sufrimiento. Sin embargo, Dios permanece oculto. ¿Habrá dictado ya una condena irrevocable, como sostienen sus amigos? (v. 13) ¿Está el doliente condenado a vivir entre el temor y la angustia hasta morir? (vv. 15-16). Job se resiste a aceptarlo y no cederá sin una respuesta (v. 17), la cual llegará al final del relato.